# Ерик Амблър
Ерик Амблър (на английски: Eric Ambler) е английски писател и сценарист. Автор е главно на шпионски романи, като обикновено му се приписва засилването на реализма в този жанр. Амблър използва псевдонима Елиът Рийд за книгите, писани в съавторство с Чарлз Рода.

## Биография
Роден е през 1909 г. в Лондон в семейството на актьори, организиращи куклено шоу, в което и той понякога взима участие. По-късно учи инженерство в Лондонския университет, но не завършва и започва да пише. Известно време живее в Париж, където се жени за Луиз Кромби. По това време той е активен антифашист. Симпатизира на Съветския съюз, но това рязко се променя след сключването на Пакта Рибентроп-Молотов през 1939 г. През 30-те години издава шест шпионски романа, смятани днес за класика в жанра.
След започването на Втората световна война Амблър служи за кратко в артилерията, след което е преместен във филмовата група на армията. Той остава там до края на войната и работи като асистент-режисьор в подготовката на филми, използвани в обучението на войници.
След войната Амблър продължава да работи във филмовата индустрия като сценарист. От 1951 г. отново започва да пише романи, като някои от тях са успешно филмирани. През 1958 г. се развежда и се жени повторно за Джоан Харисън, след което прекарва известно време в Лос Анджелис. От 1969 г. до 1985 г. живее в Швейцария, след което се завръща в Лондон, където умира през 1998 г.

## За него
- Ronald J. Ambrosetti. Eric Ambler. New York: Twayne Publ. u.a. 1994. (= Twayne's English authors series; 507) ISBN 0-8057-8369-5.
- Peter Lewis. Eric Ambler. New York: Continuum 1990. ISBN 0-8264-0444-8
- Robert Lance Snyder. "Eric Ambler's Revisionist Thrillers: Epitaph for a Spy, A Coffin for Dimitrios, and The Intercom Conspiracy." Papers on Language & Literature 45 (Summer 2009): 227-60.
- Robert Lance Snyder. "'The Jungles of International Bureaucracy': Criminality and Detection in Eric Ambler's The Siege of the Villa Lipp." Connotations: A Journal for Critical Debate 20.2-3 (2010/2011): 272-88.
- Robert Lance Snyder. The Art of Indirection in British Espionage Fiction: A Critical Study of Six Novelists. Jefferson, NC: McFarland, 2011.
- Robert Lance Snyder. "Ethnography, Doubling, and Equivocal Narration in Eric Ambler's The Levanter." The CEA Critic 77.1 (2015): 58-70.
- Eric Ambler, edited by the Filmkritiker-Kooperative. München: Verlag Filmkritik 1982. (= Filmkritik; Jg. 26, 1982, H. 12 = Gesamtfolge; 312).
- Gerd Haffmans (ed.). Über Eric Ambler. Zeugnisse von Alfred Hitchcock bis Helmut Heissenbüttel. Zürich: Diogenes 1989. (= Diogenes-TB; 20607) ISBN 3-257-20607-0.
- Stefan Howald. Eric Ambler. Eine Biographie. Zürich: Diogenes 2002. ISBN 3-257-06325-3